# Šarc
Šarc je priimek več znanih Slovencev:
- Irena Šarc, zdravnica internistka
- Leon Šarc (*1996), kolesar
- Lucija Šarc (*1968), klinična toksikologinja
- Matej Šarc (*1965), oboist in dirigent, direktor SF
- Franc Gašper Šarc (*1967), narodnozabavni pevec (Veseli Gorenjci)